# Premio PEN/Hemingway
Il Premio PEN/Hemingway (PEN/Hemingway Award for Debut Novel) è un premio letterario assegnato annualmente dalla Hemingway Foundation alla miglior opera prima di narrativa (romanzo o raccolta di racconti) di uno scrittore statunitense.
È stato fondato nel 1976 da Mary Welsh Hemingway per onorare la memoria del marito Ernest Hemingway ed aiutare giovani scrittori esordienti.
Il vincitore si aggiudica 25000 dollari e una borsa di studio offerta dalla Ucross Foundation.

## Albo d'oro[5]
- 1976: Loyd Little per Parthian Shot
- 1977: Renata Adler per Fuoribordo (Speedboat)
- 1978: Darcy O'Brien per Una vita come le altre (A Way of Life, Like Any Other)
- 1979: Reuben Bercovitch per Hasen
- 1980: Alan Saperstein per Mom Kills Kids and Self
- 1981: Joan Silber per Household Words
- 1982: Marilynne Robinson per Padrona di casa (Housekeeping)
- 1983: Bobbie Ann Mason per Shiloh and Other Stories
- 1984: Joan Chase per During the Reign of the Queen of Sheba
- 1985: Josephine Humphreys per Dreams of Sleep
- 1986: Alan V. Hewar per Lady's Time
- 1987: Mary Ward Brown per Tongues of Flame
- 1988: Lawrence Thornton per Il tango degli innocenti (Imagining Argentina)
- 1989: Jane Hamilton per Storia di Ruth (The Book of Ruth)
- 1990: Mark Richard per The Ice at the Bottom of the World
- 1991: Bernard Cooper per Maps to Anywhere
- 1992: Louis Begley per Bugie di guerra (Wartime Lies)
- 1993: Edward P. Jones per Lost in the City
- 1994: Dagoberto Gilb per The Magic of Blood
- 1995: Susan Power per Danzando sull'erba (The Grass Dancer)
- 1996: Chang-rae Lee per Infiltrato (Native Speaker)
- 1997: Ha Jin per Ocean of Words
- 1998: Charlotte Bacon per A Private State
- 1999: Rosina Lippi per Homestead
- 2000: Jhumpa Lahiri per L'interprete dei malanni (Interpreter of Maladies)
- 2001: Akhil Sharma per Un padre obbediente (An Obedient Father)
- 2002: Justin Cronin per Mary & OʼNeil (Mary and O'Neil)
- 2003: Gabriel Brownstein per The Curious Case of Benjamin Button, Apt. 3W
- 2004: Jennifer Haigh per Mrs Kimble (Mrs. Kimble)
- 2005: Chris Abani per GraceLand
- 2006: Yiyun Li per Mille anni di preghiere (A Thousand Years of Good Prayers)
- 2007: Ben Fountain per Fugaci incontri con Che Guevara (Brief Encounters With Che Guevara)
- 2008: Joshua Ferris per E poi siamo arrivati alla fine (Then We Came to the End)
- 2009: Michael Dahlie per Guida per gentiluomini all'arte di vivere con eleganza (A Gentleman's Guide to Graceful Living)
- 2010: Brigid Pasulka per A Long, Long Time Ago and Essentially True
- 2011: Brando Skyhorse per The Madonnas of Echo Park[6]
- 2012: Teju Cole per Città aperta (Open City)[7]
- 2013: Kevin Powers per Yellow Birds (The Yellow Birds)
- 2014: NoViolet Bulawayo per C'è bisogno di nuovi nomi (We Need New Names)
- 2015: Arna Bontemps Hemenway per Elegy on Kinderklavier
- 2016: Ottessa Moshfegh per Eileen
- 2017: Yaa Gyasi per Non dimenticare chi sei (Homegoing)
- 2018: Weike Wang per Chimica (Chemistry)
- 2019: Tommy Orange per Non qui, non altrove (There There)[8]
- 2020: Ruchika Tomar per A prayer for travelers[9]
- 2021: Kawai Strong Washburn per Squali al tempo dei salvatori (Sharks in the Time of Saviors)[10]
- 2022: Torrey Peters per Detransition, Baby[11][12]
- 2023: Oscar Hokeah per Calling For a Blanket Dance[13]
- 2024: Javier Fuentes per Countries of Origin[14]